# 平方村新田
平方村新田（ひらかたむらしんでん）は、千葉県流山市の地名。郵便番号は270-0106。

## 地理
流山市の北部に位置する、江戸川沿いの緑の色濃い地域である。江戸川の対岸には、かつて一つの新田であったが、江戸川の流域変更によって分断された埼玉県吉川市平方新田がある。地域のほとんどが江戸川の土手となっており、それに沿って民家や農地がわずかに存在する。
東は平方、西は埼玉県吉川市平方新田、南は小屋、北は深井新田と接している。

## 歴史

### 沿革
- 1871年（明治4年）12月25日　廃藩置県による県の統合により印旛県葛飾郡平方村新田となる。
- 1873年（明治6年）6月15日　県の統合および、郡の分割により千葉県東葛飾郡平方村新田となる。
- 1889年（明治22年）4月1日　東葛飾郡大畔村、小屋村、下花輪村、北村、桐ケ谷村、谷村、上貝塚村、上新宿村、上新宿新田、南村、平方村、平方原新田、中野久木村、深井新田、東深井村および西深井村と合併し、東葛飾郡新川村大字平方村新田となる。
- 1951年（昭和26年）4月1日　流山町および八木村と合併し、東葛飾郡江戸川町大字平方村新田となる。
- 1952年（昭和27年）1月1日　江戸川町が流山町に改称。東葛飾郡流山町大字平方村新田となる。
- 1967年（昭和42年）1月1日　市制施行により、流山市大字平方村新田となる。

## 小・中学校の学区
市立小・中学校に通う場合、学区は以下の通りとなる。
| 番地 | 小学校               | 中学校             |
| ---- | -------------------- | ------------------ |
| 全域 | 流山市立西深井小学校 | 流山市立北部中学校 |